# Pheidole pallidula
Espèce
Pheidole pallidula est une espèce de fourmis de la sous-famille des Myrmicinae.
Cette espèce se rencontre sur le pourtour méditerranéen. Elle est rousse et monogyne (elle possède une seule reine). La reine mesure environ 8 mm et les ouvrières entre 1,5 et 5,0 mm avec une caste de major soldats. C'est une espèce très prolifique, une colonie peut contenir 200 000 individus au bout de quelques années. 
Elles hibernent (diapause) entre novembre et décembre sous une température de 10 à 15 °C, mais la diapause en captivité n'est pas systématique.
L'espèce essaime typiquement au début de l'été et les essaims sont très massifs. 
En cas de découverte de nourriture, les pheidoles sont capables d'organiser des recrutements massifs vers la source de nourriture, protégées éventuellement par leurs  soldates.   

## Référence
- Nylander, 1849 : Additamentum alterum adnotationum in monographiam formicarum borealium. Acta Societatis Scientiarum Fennicae, vol. 3, p. 25-48 (texte original).